# Podúsek 4./X. Říčky

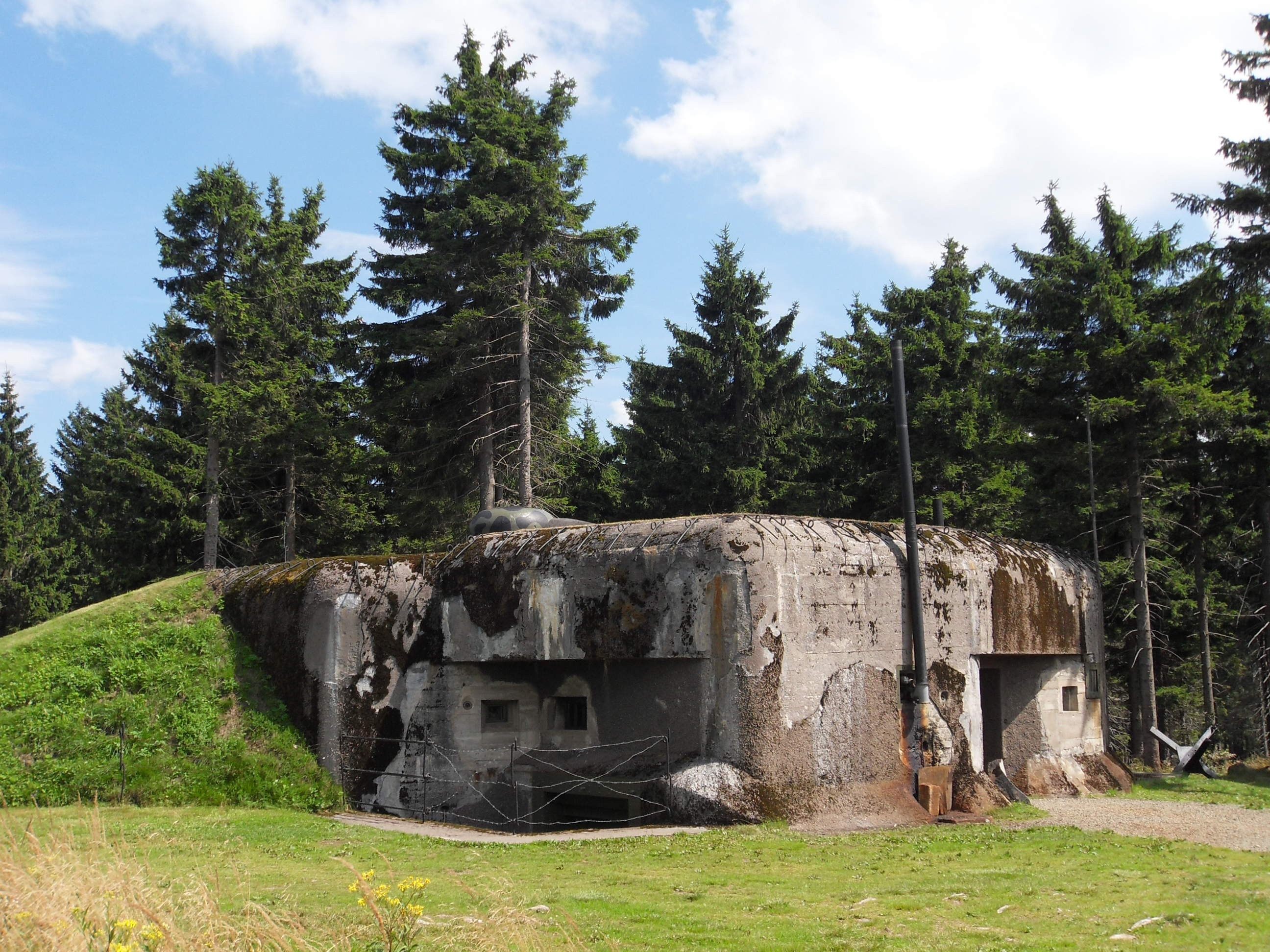
Pěchotní srub R-S 87 „Průsek“

Stavební podúsek 4./X. Říčky vznikl při stavbě těžkých objektů československého opevnění v letech 1937–1938 ve východních Čechách poblíž Říček v Orlických horách. Podúsek byl zadán ke stavbě pražské firmě Josef Hons dne 12. ledna 1937. Vyprojektováno a postaveno bylo celkem 10 pěchotních srubů a jedna dělostřelecká pozorovatelna, celkem tedy 11 objektů, jež byly obsazeny III./19. hraničářským praporem.

## Základní údaje
Ženijní skupinové velitelství X Rokytnice v Orlických horách zadalo stavbu podúseku 4./X. firmě Ing. Josef Hons, Praha XII. dne 12. ledna 1937. Prvním pracovním dnem se stal 5. květen 1937 a výstavba všech 11 těžkých objektů měla trvat maximálně 200 dní, zadávací částka činila 6 259 083,55 Kč. Velitelem podúseku byl ustanoven škpt. žen. Ing. Pavel Šilhánek, stavbyvedoucím se stal npor. stav. Ing. Alois Břínek.
Střežení budovaných objektů zajišťoval strážní prapor I. z Rokytnice v Orlických horách pod velením mjr. pěch. Jana Prágra, který byl zřízen 15. června 1937 a zrušen 1. května 1938. Z části jeho příslušníků byl následně vytvořen III. prapor hraničářského pluku 19. V září 1938 byl prostor podúseku Kunvald obsazen částí III. praporu (velitel mjr. pěch. Jan Prágr) hraničářského pluku 19, který byl podřízen Hraniční oblasti 35.

## Průběh linie
Stavební firmě bylo zadáno 10 pěchotních srubů označených R-S 82 – R-S 90/II a dělostřelecká pozorovatelna R-S 91. Původně byl podúsek projektován Ženijním skupinovým velitelstvím III Králíky, dodatečně však bylo pro urychlení prací zřízeno samostatné ŽSV v Rokytnici, pod které připadly čtyři západní podúseky v Orlických horách.
Linie začíná srubem R-S 82 jižně od Anenského vrchu, v prostoru mezi Říčkami v Orlických horách a Neratovem. Jižním směrem navazuje sousední podúsek 3./X. Hanička. Podúsek Říčky pokračuje po hlavním hřebeni Orlických hor na Anenský vrch, klesá do sedla Mezivrší a končí na nedalekém Komářím vrchu, jehož severovýchodní úbočí brání poslední dva sruby R-S 90/II a R-S 90/II a na jehož vrcholu je umístěna pozorovatelna R-S 91, taktická součást dělostřelecké tvrze Hanička. Linie měla pokračovat dále po hřebeni podúsekem 11./V. (Kunštát). Všechny objekty podúseku 4./X. Říčky se nachází poblíž červeně značené Jiráskovy cesty a většina z nich disponuje původními pancéřovými zvony. V památkově chráněném objektu R-S 87 „Průsek“ je provozováno muzeum.

## Seznam objektů
Pozn.: Objekty jsou řazeny od východu na západ.
| Snímek           | Další snímky                                               | Označení  | Název     | Typ objektu                           | Odolnost | Datum betonáže         | Osazení zvonů       | Umístění                         | Poznámky                       |
| ---------------- | ---------------------------------------------------------- | --------- | --------- | ------------------------------------- | -------- | ---------------------- | ------------------- | -------------------------------- | ------------------------------ |
| R-S 82 Poslední  | Kategorie „R-S 82 Poslední casemate“ na Wikimedia Commons  | R-S 82    | Poslední  | izolovaný pěchotní srub               | 2        | 11.–15. listopadu 1937 | 5.–8. července 1938 | 50°12′21″ s. š., 16°30′42″ v. d. |                                |
| R-S 83 Chata     | Kategorie „R-S 83 Chata casemate“ na Wikimedia Commons     | R-S 83    | Chata     | izolovaný pěchotní srub               | 2        | 2.–5. listopadu 1937   | 3. července 1938    | 50°12′41″ s. š., 16°30′42″ v. d. |                                |
| R-S 84 Arnošt    | Kategorie „R-S 84 Arnošt casemate“ na Wikimedia Commons    | R-S 84    | Arnošt    | izolovaný pěchotní srub               | 2        | 20.–23. října 1937     | 30. června 1938     | 50°12′57″ s. š., 16°30′47″ v. d. |                                |
| R-S 85 Anna      | Kategorie „R-S 85 Anna casemate“ na Wikimedia Commons      | R-S 85    | Anna      | izolovaný pěchotní srub               | I        | 14.–19. října 1937     | 25.–27. června 1938 | 50°12′59″ s. š., 16°30′45″ v. d. |                                |
| R-S 86 U paseky  | Kategorie „R-S 86 U paseky casemate“ na Wikimedia Commons  | R-S 86    | U paseky  | izolovaný pěchotní srub               | 2        | 2.–5. října 1937       | 21. června 1938     | 50°13′12″ s. š., 16°30′24″ v. d. |                                |
| R-S 87 Průsek    | Kategorie „R-S 87 Průsek casemate“ na Wikimedia Commons    | R-S 87    | Průsek    | izolovaný pěchotní srub               | 2        | 6.–11. srpna 1937      | 18. června 1938     | 50°13′25″ s. š., 16°30′6″ v. d.  | kulturní památka, muzeum       |
| R-S 88 Mlází     | Kategorie „R-S 88 Mlází casemate“ na Wikimedia Commons     | R-S 88    | Mlází     | izolovaný pěchotní srub               | 2        | 26.–29. července 1937  | 1. června 1938      | 50°13′33″ s. š., 16°29′55″ v. d. |                                |
| R-S 89 U silnice | Kategorie „R-S 89 U silnice casemate“ na Wikimedia Commons | R-S 89    | U silnice | izolovaný pěchotní srub               | 2        | 16.–19. července 1937  | 29. května 1938     | 50°13′41″ s. š., 16°29′30″ v. d. |                                |
| R-S 90/I Pravý   | Kategorie „R-S 90/I Pravý casemate“ na Wikimedia Commons   | R-S 90/I  | Pravý     | izolovaný pěchotní srub               | II       | 19.–24. srpna 1937     | 16. června 1938     | 50°13′53″ s. š., 16°29′16″ v. d. |                                |
| R-S 90/II Levý   | Kategorie „R-S 90/II Levý casemate“ na Wikimedia Commons   | R-S 90/II | Levý      | izolovaný pěchotní srub               | 2        | 5.–8. srpna 1937       | 16. května 1938     | 50°13′57″ s. š., 16°29′12″ v. d. |                                |
| R-S 91 Vrchol    | Kategorie „R-S 91 Vrchol casemate“ na Wikimedia Commons    | R-S 91    | Vrchol    | izolovaná dělostřelecká pozorovatelna | III      | 18.–23. září 1937      | 4.–10. června 1938  | 50°13′54″ s. š., 16°29′10″ v. d. | taktická součást tvrze Hanička |